# Mycalesis aruana
Mycalesis aruana är en fjärilsart som beskrevs av Miller 1978. Mycalesis aruana ingår i släktet Mycalesis och familjen praktfjärilar. Inga underarter finns listade i Catalogue of Life.